# Kronwinkel (Tannheim)
Kronwinkel ist der südlichste Teilort der Gemeinde Tannheim im Landkreis Biberach in Oberschwaben.

## Beschreibung
Kronwinkel liegt ungefähr drei Kilometer südlich des Ortszentrums von Tannheim an der Landstraße 260. Der nächste angrenzende Ort ist Mooshausen im Landkreis Ravensburg. Auf seiner Gemarkung befindet sich auf einer Anhöhe, die abgegangene Burg Kronwinkel und die am 28. Juli 1684, während der Amtszeit von Abt Plazidus Kobolt grundsteingelegte Lorettokapelle. Die ursprünglich dem Heiligen Vitus geweihte damalige Pfarrkirche war zunächst der späteren Reichsabtei Rot an der Rot inkorporiert, welche die Rechte Ende des 14. Jahrhunderts an die Herren von Königsegg veräußerte. Im Jahre 1405 erwarb das Kloster Ochsenhausen die Rechte, bevor 1424 Kronwinkel endgültig eine Filiale von Tannheim wurde.

### Bauwerke
- Lorettokapelle (1684)

### Wirtschaft

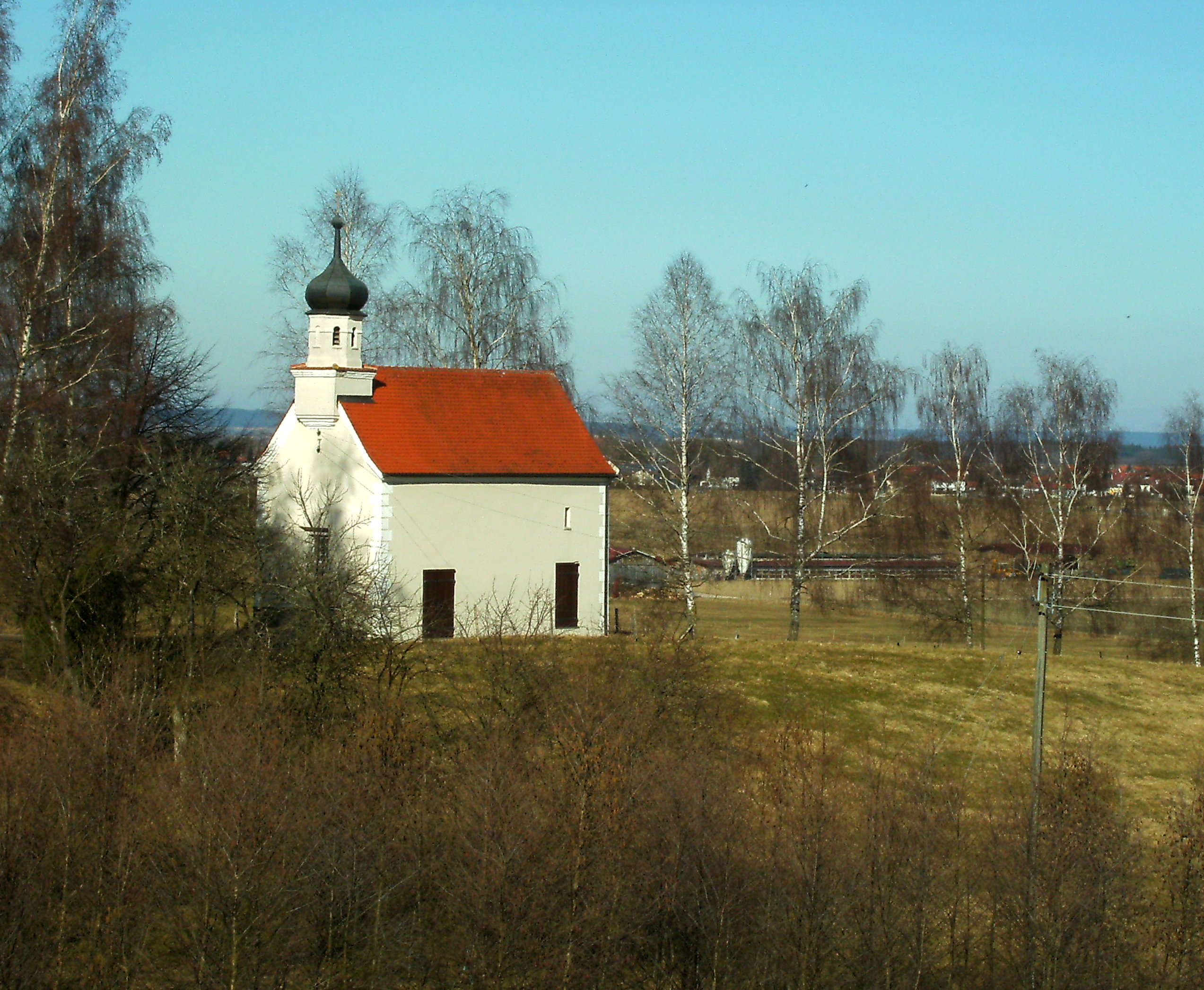
Lorettokapelle aus dem Jahre 1684

Im Jahr 2010 bestanden in dem Ort zwei landwirtschaftliche Betriebe, ein Mobilsägewerk und ein Reifenhandel als weitere Gewerbe. Der Ort zählte im Jahre 2015 neununddreißig Einwohner.